# Brufut
Brufut  este un oraș  în  diviziunea Western, Gambia.